# Marquês de Ávila
Marquês de Ávila é um título nobiliárquico criado por D. Luís I de Portugal, por Decreto de 24 e Carta de 31 de Maio de 1870, em favor de António José de Ávila, antes 1.º Conde de Ávila e depois 1.° Duque de Ávila e Bolama.
Titulares
1. António José de Ávila, 1.º Conde e 1.º Marquês de Ávila e 1.° Duque de Ávila e Bolama;
2. António José de Ávila Júnior, 2.° Conde e 2.° Marquês de Ávila.